# Jørgen Bøgh
Jørgen Bøgh (ur. 6 czerwca 1917 we Frederiksberg, zm. 26 grudnia 1997 w Hørsholm) – duński polityk, wykładowca na Uniwersytecie Aarhus, Poseł do Parlamentu Europejskiego.
Członek Duńskiego Ludowego Ruchu Przeciwko Członkostwu Danii w Unii Europejskiej.
Zasiadając w Parlamencie Europejskim J. Bøgh był członkiem:
- Komisji ds. Stosunków Gospodarczych z Zagranica (1979-81),
- Komisji ds. Młodzieży, Kultury, Edukacji, Informacji i Sportu (1981-87),
- Delegacji ds. stosunków z Komisją Parlamentarzystów Państw EFTA (1983-84).

Wiceprzewodniczył Delegacji ds. stosunków z państwami Europy Północnej i Radzie Nordyckiej (1985-87) oraz Delegacji ds. stosunków z Norwegią (1987).